# Craig Mottram
Craig Mottram (Frankston, 18 giugno 1980) è un mezzofondista australiano, medaglia di bronzo nei 5000 metri piani ai Mondiali di Helsinki 2005.

## Biografia
Nel 2006, ad Atene, ha preso parte ai 3000 m piani della Coppa del Mondo. Di questa specialità aveva anche stabilito il primato di Coppa del Mondo nel 2002 a Madrid. In quest'occasione l'uomo da battere era Kenenisa Bekele, ma Mottram è riuscito ad infliggere all'atleta etiope una clamorosa sconfitta, segnando anche il suo nuovo primato personale, e di conseguenza il nuovo record della manifestazione per i 3000 m, con 7'32"19. Mottram è stato il secondo atleta capace di battere Bekele nel 2006.

## Palmarès
| Anno | Manifestazione          | Sede      | Evento       | Risultato | Prestazione | Note                                     |
| ---- | ----------------------- | --------- | ------------ | --------- | ----------- | ---------------------------------------- |
| 2005 | Mondiali                | Helsinki  | 5000 m piani | Bronzo    | 13'32"96    |                                          |
| 2006 | Giochi del Commonwealth | Melbourne | 5000 m piani | Argento   | 12'58"19    |                                          |
| 2007 | Mondiali                | Osaka     | 5000 m piani | 13º       | 13'56"24    |                                          |
| 2008 | Mondiali indoor         | Valencia  | 3000 m piani | 5º        | 7'52"42     |                                          |
| 2008 | Giochi olimpici         | Pechino   | 5000 m piani | Batteria  | 13'44"39    |                                          |
| 2011 | Mondiali                | Taegu     | 5000 m piani | Batteria  | 13'56"60    |                                          |
| 2012 | Mondiali indoor         | Istanbul  | 3000 m piani | 11º       | 7'48"23     | Miglior prestazione personale stagionale |
| 2012 | Giochi olimpici         | Londra    | 5000 m piani | Batteria  | 13'40"24    |                                          |

## Altre competizioni internazionali
2000
- Argento al Geelong Crosscountry ( Geelong)  24'03"

2002
- Oro in Coppa del mondo ( Madrid), 3000 m piani - 7'41"37
- Oro al Chiba International Cross Country ( Chiba) - 35'29"

2003
- 8º alla World Athletics Final ( Monaco), 3000 m piani - 7'48"76
- Oro alla Great Ireland Run ( Dublino) - 28'36"
- Oro alla Burnie 10 km ( Burnie) - 28'25"
- Oro allo Stragglers Wedding Day ( Londra), 7 km - 21'00"

2004
- Oro alla San Silvestro Vallecana ( Madrid)
- Oro alla Great Manchester Run ( Manchester) - 27'54"
- Oro alla Great Ireland Run ( Dublino) - 29'11"

2005
- Oro alla Great Ireland Run ( Dublino) - 28'35"
- Oro alla UAE Healthy Kidney 10K ( New York) - 28'27"
- 14º al Cross Internacional Zornotza ( Amorebieta-Etxano) - 33'56"
- 9º al Great Edinburgh Crosscountry ( Edimburgo) - 29'13"
- Argento alla Carlsbad 5000 ( Carlsbad) - 13'20"

2006
- Oro in Coppa del mondo ( Atene), 3000 m piani - 7'32"19
- Bronzo alla San Silvestre Vallecana ( Madrid) - 27'39"
- Oro alla Great Ireland Run ( Dublino) - 28'51"
- Oro alla UAE Healthy Kidney 10K ( New York) - 28'13"

2007
- 4º alla World Athletics Final ( Stoccarda), 3000 m piani - 7'49"89
- 9º alla World Athletics Final ( Stoccarda), 5000 m piani - 13'42"81
- Oro al Melbourne Track Classic ( Melbourne), 5000 m piani - 13'32"67
- Oro al Prefontaine Classic ( Eugene), 2 miglia - 8'03"50
- Bronzo al Reebok Grand Prix ( New York), 1 miglio - 3'54"54
- Argento alla Great Ireland Run ( Dublino) - 29'00"
- Oro alla Luzerner Stadtlauf ( Lucerna), 8,7 km - 24'53"

2008
- 4º alla Great Australian Run ( Melbourne), 15 km - 44'08"

2010
- Oro alla Great Yorkshire Run ( Sheffield) - 28'50"

2011
- 4º alla Great Manchester Run ( Manchester) - 28'36"
- 7º allo Zatopek Classic ( Melbourne) - 28'52"

2016
- 81º alla Maratona di Londra ( Londra) - 2h28'39"
- Bronzo alla Run the bridge 10K ( Hobart) - 29'37"